# Grazzano Badoglio
Grazzano Badoglio es una localidad y comune italiana de la provincia de Asti, región de Piamonte, con 629 habitantes. Hasta el siglo XX fue conocido como Grazzano Monferrato, pero su nombre fue modificado para honrar a su personaje histórico más famoso, el militar y político Pietro Badoglio.

## Evolución demográfica
| Gráfica de evolución demográfica de Grazzano Badoglio entre 1861 y 2001 |
|                                                                         |
| Fuente ISTAT - elaboración gráfica de Wikipedia                         |